# Regierungschef
Der Regierungschef ist der Leiter der Regierung eines Staates (z. B. National- oder Gliedstaat). Meist setzt er einen Großteil der politischen Richtungsentscheidungen um.
- In allen präsidentiellen Regierungssystemen vereint der Staatspräsident die Funktionen des Staatsoberhauptes und des Regierungschefs. Ein bekanntes Beispiel ist der Präsident der USA.
- In semipräsidentiellen Regierungssystemen ist die Macht oftmals zwischen einem Präsidenten und dem Regierungschef (Vorsitzender des Ministerrates, Ministerpräsident, Premierminister) geteilt. Klassische Beispiele sind in Frankreich mit der starken Stellung des Staatspräsidenten der Fünften Republik oder Russland zu finden.
- In parlamentarischen Regierungssystemen sind die Funktionen des Staatsoberhaupts (Monarch, Staatspräsident) und des Regierungschefs (Ministerpräsident, Premierminister) ebenfalls geteilt, wobei dem Staatsoberhaupt in erster Linie nur die Repräsentation des Staates nach innen und außen obliegt. Beispielsweise steht im Vereinigten Königreich dem König der Premierminister gegenüber oder in Deutschland dem Bundespräsidenten der Bundeskanzler, ebenso dem österreichischen Bundespräsidenten der dortige Bundeskanzler.
- In manchen Ländern wird auch die Funktion des Staatsoberhaupts vom parlamentarisch bestimmten Regierungschef ausgeübt. In einem derartigen System der parlamentsgebundenen Exekutive fungiert diese Person ebenfalls als Staatschef. Beispiel hierfür sind die Ministerpräsidenten (beziehungsweise der Regierende, Erste oder Bremer Bürgermeister) der deutschen Bundesländer oder der Präsident der Republik Südafrika.
- Es gibt aber auch Länder ohne eigentlichen Regierungschef. In der Schweiz besteht die Regierung aus den Mitgliedern des Bundesrates, die alle gleichgestellt sind; der Bundespräsident nimmt als Primus inter pares, das heißt „Erster unter Gleichgestellten“, nur zusätzlich repräsentative Aufgaben wahr. Siehe auch: Direktorialsystem

Die genauen innenpolitischen Befugnisse des Regierungschefs variieren in allen Regierungssystemen und sind in den Verfassungen der jeweiligen Länder festgelegt. Im Bereich der internationalen Beziehungen ist der Regierungschef in der Regel bevollmächtigter Vertreter seines Landes.